# CIB1
CIB1‏ (Calcium and integrin binding 1) هوَ بروتين يُشَفر بواسطة جين CIB1 في الإنسان.